# Jean Vauthier
Jean Vauthier (* 20. September 1910 in Grâce-Hollogne; † 6. Mai 1992 in Paris) war ein französischer Dramatiker.

## Leben und Werk
Jean Vauthier wurde in Belgien geboren und wuchs ab dem 7. Lebensjahr in Bordeaux auf. 1949 ging er nach Paris und brachte mit Unterstützung von Gérard Philipe die ersten Theaterstücke auf die Bühne. Sein Theater, darunter auch Bearbeitungen klassischer Stücke, reizte bedeutende französische (Marcel Maréchal und Jean-Louis Barrault) und deutsche Regisseure (Albert Fischel und Peter Zadek). 1984 erhielt er den Grand Prix du Théâtre der Académie française. 1991 wurde er Offizier der Ehrenlegion (1982 bereits Ritter). Er starb 1992 im Alter von 81 Jahren und wurde in Gradignan beigesetzt.
In Bordeaux trägt die Grünfläche Square Jean Vauthier seinen Namen.

## Werke

### Theater (soweit ins Deutsche übersetzt)
- La nouvelle Mandragore. 1952. (nach Mandragola von Niccolò Machiavelli)
  - (deutsch) Die neue Mandragora. (aufgeführt Ulm 1963)
- Capitaine Bada. 1952.
  - (deutsch) Kapitän Bada. (übersetzt von Elmar Tophoven)
- Le Personnage combattant, ou Fortissimo, pièce à un personnage et un valet de chambre. 1955.
  - (deutsch) Fortissimo. (übersetzt von Edwin Maria Landau)
- Les Prodiges. 1958.
  - (deutsch) Verwandlung (übersetzt von Edwin Maria Landau)
- Le Rêveur. 1960.
  - (deutsch) Der Träumer. (übersetzt von Herbert Meier)

### Filmszenario und -dialoge
- Nikos Papatakis: Les abysses. 1963.